# Пограничное (Крым)
Пограни́чное (до 1948 года Аманша́ Ру́сская; укр. Пограничне, крымскотат. Rus Amanşa, Рус Аманша) — исчезнувшее село в Раздольненском районе (Автономной) Республики Крым, располагавшееся в центре района, в степной части Крыма, примерно в 2 км к северу от современного села Соколы.

## История
Впервые в доступных источниках поселение упоминается в Статистическом справочнике Таврической губернии 1915 года, согласно которому в Коджамбакской волости Евпаторийского уезда числились 2 имения Аманшта, оба с русским населением: Кокорева Василия Герасимовича (1 двор, 20 приписных, 15 «посторонних») и Кокорева Каленика Герасимовича (1 двор, 17 приписных, 9 «посторонних»).
После установления в Крыму Советской власти, по постановлению Крымревкома от 8 января 1921 года № 206 «Об изменении административных границ» была упразднена волостная система, и село вошло в состав Бакальского района Евпаторийского уезда, а в 1922 году уезды получили название округов. 11 октября 1923 года, согласно постановлению ВЦИК, в административное деление Крымской АССР были внесены изменения, в результате которых округа были отменены, Бакальский район упразднён, а село вошло в состав Евпаторийского района. Согласно Списку населённых пунктов Крымской АССР по Всесоюзной переписи 17 декабря 1926 года, в селе Аманша (русская), Бий-Орлюкского сельсовета Евпаторийского района, числилось 9 дворов, из них 8 крестьянских, население составляло 44 человека, из них 25 украинцев и 19 русских. Постановлением ВЦИК РСФСР от 30 октября 1930 года был создан Фрайдорфский еврейский национальный (лишённый статуса национального постановлением Оргбюро ЦК КПСС от 20 февраля 1939 года) район и село включили в его состав, а после создания в 1935 году Ак-Шеихского района (переименованного в 1944 году в Раздольненский) Аманшу русскую включили в его состав.
По данным ЧГК по преступлениям фашистов, во время Великой Отечественной войны, 23 ноября 1941 года в село приехали на машине 8—9 карателей, собравших оставшееся еврейское население. Всех вывели к старинному колодцу в 1 км севернее села и там расстреляли, сбросив тела в колодец.
С 25 июня 1946 года Аманша в составе Крымской области РСФСР. Указом Президиума Верховного Совета РСФСР от 18 мая 1948 года Аманшу русскую переименовали в Пограничную. 26 апреля 1954 года Крымская область была передана из состава РСФСР в состав УССР. Время включения в Ковыльновский сельсовет пока не установлено: на 15 июня 1960 года село уже числилось в его составе. Ликвидировано к 1968 году (согласно справочнику «Крымская область. Административно-территориальное деление на 1 января 1968 года» — в период с 1954 по 1968 годы, как посёлок Пограничное уже Ковыльновского сельсовета).